# ダゴール・アグラレブ
ダゴール・アグラレブ (Dagor Aglareb) は、J・R・R・トールキンのファンタジー小説『シルマリルの物語』における、宝玉戦争の第三の合戦である。シンダリンで「赫々たる勝利の合戦　(Glorious Battle)」の意。

## 戦闘までの経緯
ダゴール・ヌイン・ギリアスから60年の間に、ノルドールは中つ国にそれぞれの領土を築き上げた。モルゴスはスパイから、ノルドールは武力よりも内政に忙しく、戦争の準備ができていないという情報を得た（最もこの情報は間違いだったのであるが）。モルゴスはノルドールの軍事力を試すために攻撃を仕掛け、鉄山脈は火を噴き、オークの大群がアングバンドからアルド＝ガレンの平原を越えて押し寄せた。

## 戦闘
オーク達は西はシリオンの方を侵犯し、東はマイズロスとマグロールの土地に侵入したが、フィンゴルフィンとマイズロスは警戒に抜かり無く、オークの本隊の狙いはドルソニオンであることに気付き、これを襲おうとしているところを両側から挟撃し、モルゴスの召使たちを敗退せしめアルド＝ガレンを渡って追撃し、アングバンドの大門前で一兵残らず殲滅した。かくの如くこの合戦は大勝利に終わった。

## 戦後
合戦自体はノルドールの大勝利だったが、同時にこの戦いは警告ともなり、モルゴスに対する包囲を縮め、見張りを強化した。アングバンドの包囲の始まりである。

### アングバンドの包囲
このアングバンドの包囲は400年に渡って続いた。しかしこの包囲は完全なものではなかった。なぜならサンゴロドリムの城塞は、湾曲する鉄山脈から突き出るように築かれていたので、両側をこの山脈に守られていたため、これを超えて包囲することはノルドールには不可能であった。それに鉄山脈の北は常冬の雪と氷の大地であったからである。このためモルゴスは後背部には憂いはなく、彼の手下はアングバンドの大門ではなく北方側の秘密の入口から出入りしてベレリアンドに侵入した。
この包囲網は第四の合戦ダゴール・ブラゴルラハで破られることになる。